# Jorge XII de Georgia
Jorge XII (georgiano: გიორგი XII, Giorgi XII), también conocido como Jorge XIII (10 de noviembre de 1746 – 28 de diciembre de 1800), de la casa de Bagrationi, fue el último rey de Georgia (Reino de Kartli-Kajetia) desde 1798 hasta su muerte, en el año 1800. Su breve reinado en los años finales del siglo XVIII estuvo marcado por una importante inestabilidad política, lo que llevó a una guerra civil y a una invasión persa. Preocupado por los problemas en su reino, Jorge renovó su vasallaje de protección con el Zar Pablo I de Rusia. Después de su muerte, el Reino de Georgia fue abolido y anexionado por el Imperio ruso, y la familia real fue deportada de Georgia.

## Primeros años y ascenso al trono
Jorge era hijo de Heraclio II (Erekle), rey de Kajetia y después también de Kartli, y su segunda esposa Anna Abashidze. En 1766, Jorge fue nombrado Príncipe heredero por su padre, y nombrado señor de Pambak y Lori (hoy en Armenia). En 1770, tomó parte en los éxitos militares de Heraclio, pero su última expedición contra las guarniciones otomanas en Georgia meridional resultó en un fracaso. En 1777, Jorge, junto con su hermanastro, el Príncipe Levan, luchó contra el desafiante eristavi ("duque") de los Ksani y subyugó su dominio a la corona real. 
Jorge ascendió al trono georgiano después de la muerte de su padrBasílica de Anchisjati]] en Tiflis el 5 de diciembre de 1799. Su capital, Tiflis, aún yacía en ruinas y el país aún sufría los efectos de la invasión persa de 1795 que fue una respuesta al acercamiento de Heraclio con el Imperio ruso (Tratado de Gueórguiyevsk de 1783) y de su rechazo a someterse a la autoridad persa.

## Problemas en Georgia
Los tres años de su reinado fueron tiempos de confusión e inestabilidad. A diferencia de su padre, Jorge no disfrutó de la popularidad entre sus súbditos y pocos tenían respeto hacia él. Sufriendo de exceso de peso y edema, el rey yacía enfermo la mayor parte del tiempo en Tiflis. Estaba amenazado por las intrigas de su madrastra, la Reina Darejan (Darya), quien buscaba debilitar a Jorge en el trono en favor de uno de sus propios hijos. Sus numerosos hermanastros conspiraban en los extensos dominios asignados por su padre e ignoraban la autoridad de Jorge. Uno de ellos, Alejandro, huyó hacia Dagestán y se convirtió por años en un opositor hacia el rey y sus políticas prorrusas. 
Para empeorar las cosas, Fath Ali Shah de Persia demandó que Jorge XII enviara a su hijo mayor a Teherán como rehén y ordenó someter a su país al vasallaje persa. 
Viviendo en constante miedo de ser depuesto, o de ver otro ejército persa invadiendo su reino, Jorge llegó a la conclusión de que era necesario algo más que un protectorado ruso formal para asegurar la supervivencia del mismo. Por aquel entonces, muchos políticos georgianos estaban desilusionados de la alianza con Rusia después que esta última fracasó en proveer ayuda durante el ataque persa de 1795. Aún más, la enfermedad de Jorge creó una discusión sobre el posible sucesor y dividió a los nobles georgianos en partidos rivales; uno de ellos siguió al príncipe heredero David, hijo de Jorge XII, y el otro prefirió al medio hermano del rey, Iulon.

## Alianza con el Imperio ruso
Para garantizar una sucesión segura a su hijo, y prevenir que el reino fuera arrastrado a una guerra civil, Jorge ya había enviado, en septiembre de 1799, una embajada a San Petersburgo con instrucciones para negociar un nuevo tratado con el zar Pablo I de Rusia. Esta vez, el gobierno imperial mostró más interés hacia Georgia cuando la campaña egipcia de Napoleón atrajo la atención de Pablo I hacia el Medio Oriente. En noviembre de 1799, una pequeña fuerza rusa llegó a Tiflis y Piotr Ivánovich Kovalenski, el enviado del zar, asumió el control de las relaciones exteriores de Georgia. Kovalenski y Hājjī Ibrāhīm Shīrāzī, el ministro persa, intercambiaron notas reafirmando la determinación de sus gobiernos de mantener a Georgia bajo su vasallaje y amenazando con reforzar sus intereses por la fuerza.
Las negociaciones interrumpidas entre Rusia y Georgia se reanudaron, pero gradualmente. El rey Jorge ofreció al zar mayor autoridad sobre los asuntos internos y externos de Georgia si este garantizaba el derecho de su dinastía a gobernar y preservaba la autonomía de la Iglesia Ortodoxa Georgiana. Sin embargo, mientras los enviados georgianos aún estaban en San Petersburgo negociando los términos del nuevo tratado, Pablo I decidió anexarse el reino de todos modos y, en noviembre de 1800, escribió al comandante ruso en Tiflis: "La debilidad de la salud del rey nos da terreno para esperar su muerte; tú entonces inmediatamente, tan pronto como esto ocurra, emite una proclamación en Nuestro nombre de que mientras Nuestro consentimiento no sea recibido no se tomará ninguna acción ni aun para nombrar a un heredero al trono georgiano". El 18 de diciembre de 1800,el zar firmó un manifiesto unilateral anexando el reino georgiano a la corona rusa. Sin embargo, ni Pablo ni Jorge estaban destinados a ver el manifiesto publicado. El 28 de diciembre de 1800, antes de que sus emisarios hubieran vuelto de San Petersburgo, Jorge XII murió y su hijo, David se autoproclamó regente de Georgia. Pablo I mismo fue asesinado el 11 de marzo de 1801, y su sucesor, Alejandro I se negó a permitir que David fuera coronado rey y formalmente reafirmó la anexión el 12 de septiembre de 1801.

## Matrimonios e hijos
Jorge se casó dos veces, primero con la Princesa Keteván Andronikashvili (1754–1782), y luego con la princesa Mariam Tsitsishvili (1768–1850).Fue el padre de catorce hijos y nueve hijas.   
Hijos
- David (1767–1819)
- Juan (1768–1839)
- Luarsab (1771 – antes de 1798)
- Bagrat (1776–1841)
- Salomón (1780 – antes de 1798)
- Teimuraz (1782–1846)
- Miguel (1783–1862)
- Jibrael (1788–1812)
- Iliá (1790–1854)
- José (murió antes de 1798)
- Spiridón (murió después de 1798)
- Okropir (1795–1857)
- Simeón (nació en 1796 – murió en la infancia)
- Irakli (1799–1859)

Hijas
- Varvara (1769–1801)
- Sofía (1771–1840)
- Ninó (1772–1847)
- Salomé (murió en la infancia)
- Rhipsimé (1776–1847)
- Gayana (1780–1820)
- Thamar (1788–1850)
- Ana (1789–1796)
- Ana (1800–1850)